# 아와타리 신야
아와타리 신야(일본어: 阿渡 真也, 1990년 6월 7일 ~ )는 일본의 축구 선수이다.

## 구단 경력
그는 2014년부터 2019년까지 J리그의 츠바이겐 가나자와, 후지에다 MYFC에서 활동하였다.